# Centrothele lorata
Espèce
Centrothele lorata est une espèce d'araignées aranéomorphes de la famille des Lamponidae.

## Distribution
Cette espèce est endémique du Queensland en Australie. Elle se rencontre vers Mackay, Crediton et Eungella.

## Description
Le mâle décrit par Platnick en 2000 mesure 7,6 mm et la femelle 10,5 mm.

## Publication originale
- L. Koch, 1873 : Die Arachniden Australiens. Nürnberg, vol. 1, p. 369-472 (texte intégral).